# Siar (Insel)

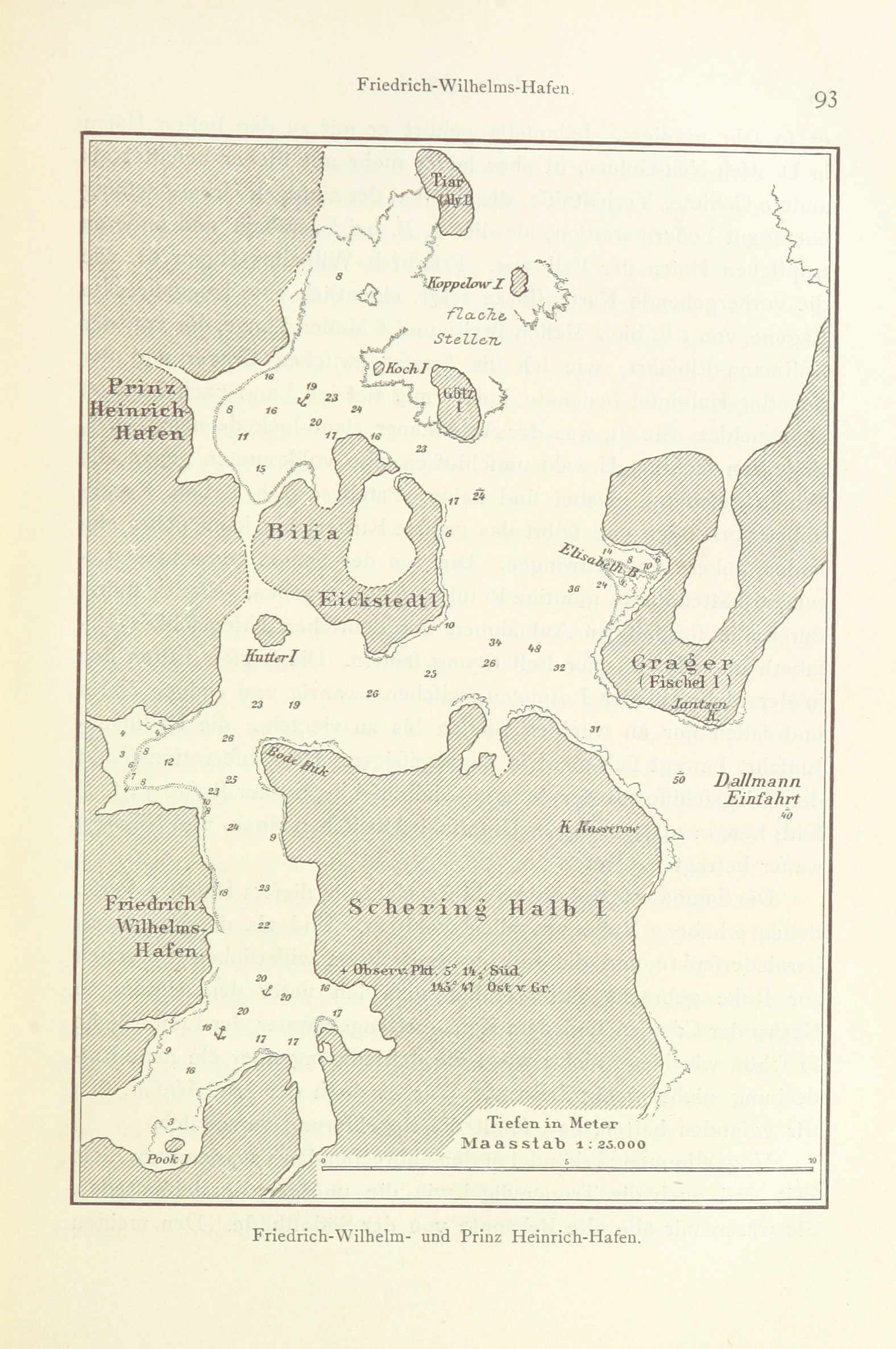
Siar am Kartenrand oben: damals noch Tiar (Aly I.)

Siar (auch Tiar) ist eine Insel östlich von Papua-Neuguinea.

## Geografie
Die Insel liegt 2 km nördlich von Madang und 600 Meter von der Küste entfernt. Nahe der Insel befindet sich ein großes Korallenriff.

## Geschichte
Die Insel gehörte zum kaiserlich-deutschen Schutzgebiet Deutsch-Neuguinea. Bei der Errichtung der Station Friedrich-Wilhelmshafen (heute Madang) wurde auch die nahgelegene Insel kartographiert und benannt.
Die Rheinische Missionsgesellschaft unterhielt auf Siar ein Missionsstation. Die Insel war bis zur Aufgabe im Jahr 1920 für 20 Jahre die Hauptstation der Mission. Am 14. April 1897 führte die Besatzung der Möwe auf Siar eine Strafexpedition durch, bei der etwa 200 der 800 Inselbewohner getötet wurden oder auf der Flucht ertranken. Danach ging die Insel in den Besitz der Neuguinea-Kompagnie über.
Das Schiff Siar der Neuguinea-Kompagnie war nach der Insel benannt.